# Tulbaghia aequinoctialis
Tulbaghia aequinoctialis es una especie de planta perteneciente a la familia de las amarilidáceas. Es originaria de Angola

## Descripción
Es una planta cuyo rizoma es un cormo de 3 cm de largo; hojas filiformes, de 10-15 cm de largo.

## Ecología
Se encuentra en lugares húmedos y sombríos, prados y matorrales. El hábitat recuerda el de un Leucojum; a una altitud de 700-1200 metros en Angola.

## Taxonomía
Tulbaghia aequinoctialis fue descrita por Welw. ex Baker y publicado en Transactions of the Linnean Society of London, Botany 1: 246. 1878
Etimología
Tulbaghia: nombre genérico que fue nombrado en honor de Ryk Tulbagh (1699-1771), que fue gobernador en el Cabo Buena Esperanza.
aequinoctialis: epíteto latíno que significa "de regiones cercanas al ecuador"
Variedad aceptada
- Tulbaghia aequinoctialis subsp. monantha (Engl. & Gilg) R.B.Burb.

sinonimia
- Omentaria aequinoctialis (Welw. ex Baker) Kuntze
- Tulbaghia aequinoctialis subsp. aequinoctialis[5][6]